# Benjamin Righetti
Benjamin Righetti (4 februari 1982) is een Zwitsers organist.

## Levensloop
Righetti studeerde piano bij Lauran Perrenoud (1990-1996) en orgel bij Robert Märki (1993-1994) aan het Conservatorium van Neuchâtel. Hij nam privélessen klavecimbel bij Yves Rechsteiner (1994-1997). 
Hij vervolgde zijn pianolessen bij Jean-François Antonioli (1996-2003) aan het Conservatorium van Lausanne, waar hij zijn diploma's behaalde in 2000 en 2003. 
Voor het orgel studeerde hij bij François Delor (1997-2000) aan het Conservatorium van Genève, waar hij in 2000 zijn diploma behaalde. 
Hij studeerde verder orgel bij Jan Willem Jansen, Michel Bouvard en Philippe Lefebvre (2002-2004) aan het Conservatorium van Toulouse en behaalde een Eerste prijs orgel in 2004. 
Naast het orgel bespeelt Righetti ook de pianoforte en de clavichord, blootsvoets de pedalen bedienend, zoals de musici deden in de 18de en 19de eeuwen. Hij interesseert zich ook zeer aan de hedendaagse composities en deed in 2006 een opname op het orgel van de kathedraal van Chartres, van Pierres de lumière van Jacques Charpentier.
Hij concerteert vaak op prestigieuze orgels. Hij gaf op zijn 25ste verjaardag een concert in de Notre-Dame van Parijs, gaf het slotconcert op de « Bachfeste 2007 » in de kathedraal van Freiberg, begeleidde in 2009 de Derde Symfonie van Saint-Saëns in het Concertgebouw Amsterdam en bespeelde de historische orgels van Walker en Schywen in Costa Rica.

## Onderscheidingen
Hij behaalde prijzen in internationale orgelwedstrijden, als volgt:
- 2002: Tweede prijs in het Zwitsers orgelconcours
- 2003: Derde prijs in het internationaal orgelconcours in het kader van het Festival Musica Antiqua in Brugge
- 2004: Derde prijs in het Tokio-Musashino Concours
- 2005: Eerste prijs in de Internationaler Gottfried-Silbermann-Orgelwettbewerb in Freiberg
- 2006: Prijs van de luisteraars in het Orgelconcours Chartres
- 2007: Eerste prijs in het internationaal Orgelconcours Parijs.

In eigen land kreeg hij de steun van de Stichting Irène Dénéréaz en van de Pourcent culturel Migros. Hij ontving de Mérite Boyard van de gemeente Ollon.

## Curriculum
Het beroepscurriculum van Righetti zag er tot in 2011 uit als volgt:
- 1997-2000: titularis van het orgel in de Gereformeerde kerk van Colombier (NE).
- 2000-2004: titularis van het orgel in de Gereformeerde kerk van Villars-sur-Ollon (VD)
- 2004-2008: titularis van het orgel in de Gereformeerde kerk van La Tour-de-Peilz (VD)
- 2006- : Docent orgel aan de École supérieure de musique Institut de Ribaupierre in Lausanne
- 2006- : Docent orgel en clavichord tijdens de zomerstages in Saessolsheim (Elzas)
- 2009- : titularis van het orgel in de Gereformeerde Église française in Bern
- 2009- : Docent orgel aan de Haute École des Arts in Bern
- 2010- : Inspecteur van het orgel in het Kultur-Casino in Bern

Hij bezit een collectie klavierinstrumenten (piano, pianoforte, klavichord, spinet) die kan worden bezocht.
In juni 2011 verhuisde Righetti van Lausanne naar Bern.

## Composities
- Echange Merveilleux, voor klavier, 2007
- Jesu Christus, Unser Heiland, choral luthérien voor vierstemmig koor
- Regard vers le Royaume, voor orgel, 2008
- Variations in sol majeur voor piano 2009

## Discografie
- Messe de Chartres (J. Charpentier), 2006. Wereldcreatie, live-opname
- Orgues de Dombresson, 2009
- Zes triosonates van Johann Sebastian Bach, 2010.